# Caussols
Caussols est une commune française située dans le département des Alpes-Maritimes en région Provence-Alpes-Côte d'Azur. Ses habitants sont appelés les Caussolois.

## Géographie

### Localisation
Caussols est une commune de l'arrière-pays grassois à 23 km de la Méditerranée à vol d'oiseau (40 km par la route). Son nom vient du latin « calx - calcis », la chaux, dont vient aussi le mot « causse ».

### Géologie et relief
Le centre du village se trouve à 1 130 mètres d'altitude. Il se  situe sur un plateau karstique creusé de nombreux   avens et grottes (le plateau de Caussols). Ce plateau est surplombé au sud par la Colle des Maçons (1 417 mètres) et le Haut-Montet (1 335 mètres), lui-même surmonté par le radar de l'aviation civile visible depuis le bord de mer. Au nord se situe le plateau de Calern (1 458 mètres au Signal de Calern) sur lequel se trouve l'Observatoire de Calern et à l'ouest le vallon de Nans où se situe le point bas de la commune (895 mètres).
Le plateau de Caussols en lui-même est constitué de la plaine de rochers au Sud (les Claps) et d'une plaine de prairies et de cultures au centre, traversée par un réseau de ruisseaux se déversant dans l'Embut de Caussols.

### Environnement
Le plateau de Calern fait partie de la zone Natura 2000 des préalpes de Grasse regroupant 14 communes sur 190 km2. Cette zone assure la protection de 38 espèces végétales et 91 espèces animales avec 17 types de milieux classés d'intérêt communautaire.

### Sismicité
Commune située dans une zone de sismicité modérée.

### Hydrographie et les eaux souterraines
Les eaux disparues dans des avens ou « embuts » (qui signifie « entonnoir » en provençal) réapparaissent dans les gorges du Loup ou les fontaines de la région grassoise. L'exploration de ces avens prolongés de galeries et de bassins pouvant atteindre 450 mètres de profondeur est assurée par des spéléologues.
Études réalisées :
- Hydrogéologie : études par la société H2EA, 2000-2016, p. 2-3-6-7-9-11-12-14-15
- Massif calcaire Mons-Audibergue
- Massif calcaire du Cheiron

### Climat
Pour des articles plus généraux, voir Climat de Provence-Alpes-Côte d'Azur et Climat des Alpes-Maritimes.
En 2010, le climat de la commune est de type climat méditerranéen altéré, selon une étude du Centre national de la recherche scientifique s'appuyant sur une série de données couvrant la période 1971-2000. En 2020, Météo-France publie une typologie des climats de la France métropolitaine dans laquelle la commune est exposée à un climat méditerranéen et est dans la région climatique  Var, Alpes-Maritimes, caractérisée par une pluviométrie abondante en automne et en hiver (250 à 300 mm en automne), un très bon ensoleillement en été (fraction d’insolation > 75 %), un hiver doux (8 °C) et peu de brouillards. 
Pour la période 1971-2000, la température annuelle moyenne est de 10,5 °C, avec une amplitude thermique annuelle de 15,3 °C. Le cumul annuel moyen de précipitations est de 1 171 mm, avec 5,6 jours de précipitations en janvier et 4,2 jours en juillet. Pour la période 1991-2020, la température moyenne annuelle observée sur la station météorologique installée sur la commune est de 9,7 °C et le cumul annuel moyen de précipitations est de 1 271,5 mm. 
La température maximale relevée sur cette station est de 32,4 °C, atteinte le 28 juin 2019 ; la température minimale est de −11,7 °C, atteinte le 27 février 2018,,. 
| Mois                                  | jan.             | fév.           | mars           | avril         | mai             | juin          | jui.          | août           | sep.            | oct.          | nov.            | déc.             | année      |
| ------------------------------------- | ---------------- | -------------- | -------------- | ------------- | --------------- | ------------- | ------------- | -------------- | --------------- | ------------- | --------------- | ---------------- | ---------- |
| Température minimale moyenne (°C)     | −0,3             | −0,6           | 1,8            | 4,1           | 8,1             | 12,1          | 14,7          | 14,8           | 10,6            | 7,4           | 3,2             | 0,6              | 6,4        |
| Température moyenne (°C)              | 2,8              | 2,7            | 5,1            | 7,4           | 11,5            | 15,5          | 18,4          | 18,4           | 14,1            | 10,5          | 6,1             | 3,6              | 9,7        |
| Température maximale moyenne (°C)     | 5,9              | 5,9            | 8,5            | 10,7          | 14,9            | 19            | 22            | 22,1           | 17,5            | 13,5          | 9               | 6,5              | 13         |
| Record de froid (°C) date du record   | −10,3 03.01.1993 | −11,7 27.02.18 | −10,2 01.03.05 | −5,9 08.04.03 | −1,8 06.05.1991 | 1,6 01.06.06  | 7 12.07.1993  | 6,2 13.08.1996 | 1,9 14.09.1996  | −3,4 28.10.12 | −7,9 22.11.1998 | −11,1 29.12.1996 | −11,7 2018 |
| Record de chaleur (°C) date du record | 19,7 01.01.22    | 21,2 24.02.20  | 22,2 21.03.02  | 21,5 09.04.11 | 26,7 28.05.06   | 32,4 28.06.19 | 31,3 19.07.23 | 31,9 05.08.17  | 29,8 15.09.1987 | 25 08.10.23   | 22,8 10.11.15   | 18,8 30.12.21    | 32,4 2019  |
| Précipitations (mm)                   | 108,2            | 69,1           | 76,5           | 115           | 98,5            | 75,1          | 32,9          | 40,9           | 116,2           | 185           | 224,4           | 129,7            | 1 271,5    |

| Diagramme climatique                                  |             |            |            |             |            |            |              |               |            |           |             |
| J                                                     | F           | M          | A          | M           | J          | J          | A            | S             | O          | N         | D           |
| 5,9−0,3108,2                                          | 5,9−0,669,1 | 8,51,876,5 | 10,74,1115 | 14,98,198,5 | 1912,175,1 | 2214,732,9 | 22,114,840,9 | 17,510,6116,2 | 13,57,4185 | 93,2224,4 | 6,50,6129,7 |
| Moyennes : • Temp. maxi et mini °C • Précipitation mm |             |            |            |             |            |            |              |               |            |           |             |

Les paramètres climatiques de la commune ont été estimés pour le milieu du siècle (2041-2070) selon différents scénarios d'émission de gaz à effet de serre à partir des nouvelles projections climatiques de référence DRIAS-2020. Ils sont consultables sur un site dédié publié par Météo-France en novembre 2022.

### Communes limitrophes
Caussols est entourée par les communes de Gourdon, Le Bar-sur-Loup, Saint-Vallier-de-Thiey, Andon (hameau de Canaux) et Cipières.
| Andon                  | Cipières        | Cipières |
| Andon                  | Caussols        | Gourdon  |
| Saint-Vallier-de-Thiey | Le Bar-sur-Loup | Gourdon  |

### Intercommunalité
Commune membre de la Communauté d'agglomération de Sophia Antipolis.

## Urbanisme

### Typologie
Au 1er janvier 2024, Caussols est catégorisée commune rurale à habitat dispersé, selon la nouvelle grille communale de densité à 7 niveaux définie par l'Insee en 2022.
Elle est située hors unité urbaine et hors attraction des villes,.

### Occupation des sols
L'occupation des sols de la commune, telle qu'elle ressort de la base de données européenne d’occupation biophysique des sols Corine Land Cover (CLC), est marquée par l'importance des forêts et milieux semi-naturels (86,8 % en 2018), en diminution par rapport à 1990 (93,6 %). La répartition détaillée en 2018 est la suivante : 
milieux à végétation arbustive ou herbacée (63,5 %), forêts (15,9 %), espaces ouverts, sans ou avec peu de végétation (7,4 %), prairies (6,7 %), zones agricoles hétérogènes (6,5 %).
L'évolution de l’occupation des sols de la commune et de ses infrastructures peut être observée sur les différentes représentations cartographiques du territoire : la carte de Cassini (XVIIIe siècle), la carte d'état-major (1820-1866) et les cartes ou photos aériennes de l'IGN pour la période actuelle (1950 à aujourd'hui).

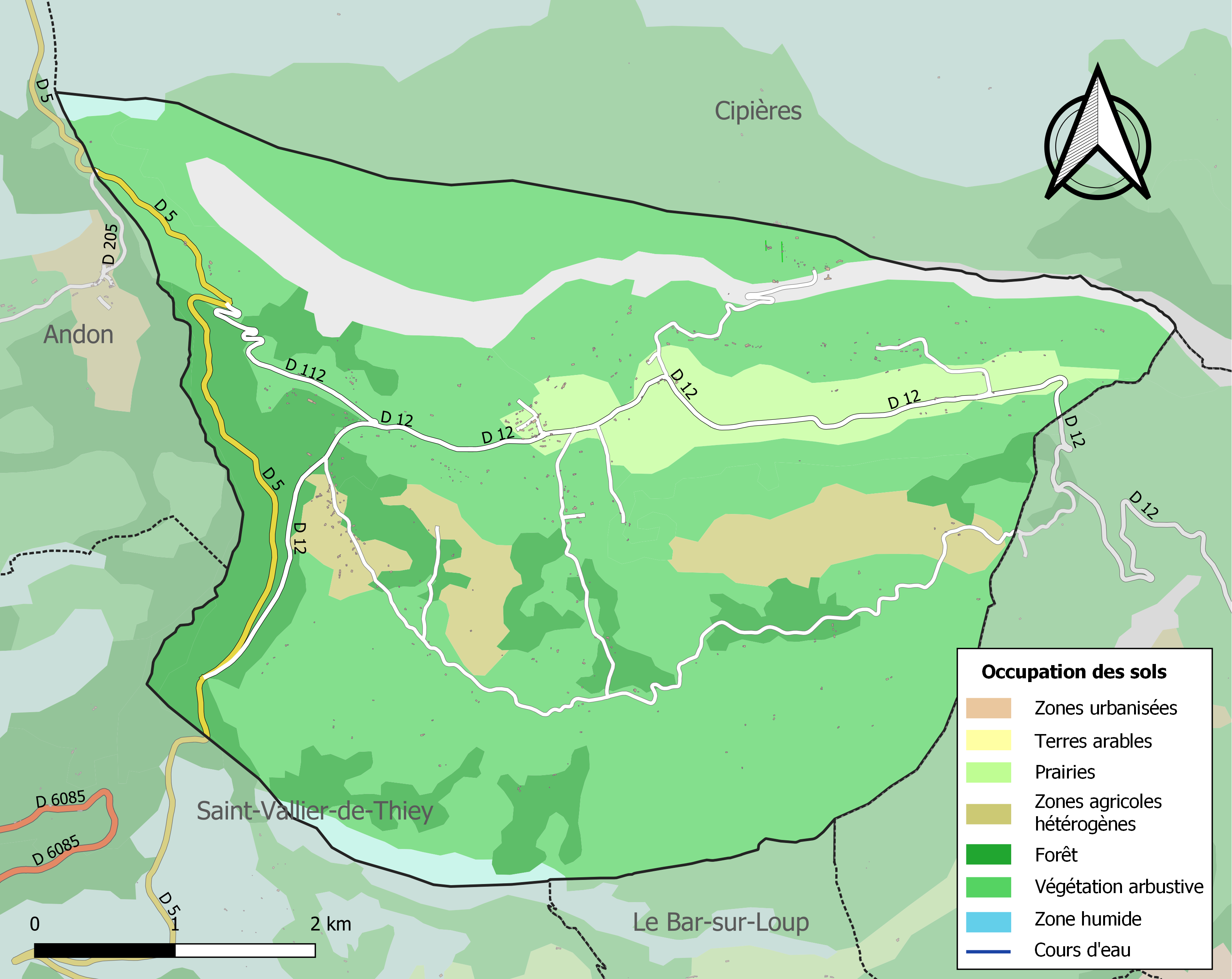
Carte de l'occupation des sols de la commune en 2018 (CLC).

### Voies de communications et transports

#### Voies routières
- RD 5 vers Saint-Vallier et Andon.
- RD 12 vers Gourdon.

#### Transports en commun
- Transport en Provence-Alpes-Côte d'Azur

Service de transport à la demande Envibus, réseau des transports publics de la Communauté d'agglomération Sophia Antipolis

## Toponymie
Le nom de la commune est Caussòu en provençal selon la graphie mistralienne, de l'occitan Caussols, après chute du s final et palatalisation du l. Caussòus en occitan selon la graphie classique qui conserve la vocalisation du -l en -u mais remet le -s final muet que les réformistes rhodaniens du Felibrige avaient supprimé, selon leurs règles orthographiques, et qu'ils ont proposé à tout l'espace de la langue occitane.

## Histoire
Le premier peuplement de Caussols daterait de la préhistoire. On compte une dizaine d'enceintes en pierre sèche que la tradition locale considère comme oppidums et fait remonter à l'âge du bronze : la Colle des Maçons, des Gleirettes, des Laves, de Ville-Vieille, de l'Adrech, de Basthiard, de Troubade, de Pierre-Haute. Malheureusement ces vestiges sont difficiles à dater précisément. L'on trouve des traces d'occupation d'époque romaine dans certaines de ces enceintes, comme au camp des Laves, au collet de l'Adrech. Les ramassages autour et dans le village médiéval de Villevielle ont donné des céramiques remontant à l'âge du bronze et à l'époque romaine outre celles du Moyen Âge et de l'époque moderne.
Les premiers écrits mentionnant Caussols remontent au XIIe siècle, époque où le village dépendait des Comtes de Provence.
Au XVe siècle, Guillaume d'Agout était seigneur de Caussols et de Cipières. Le village ne redevint indépendant qu'en 1795.
Le village est ensuite resté regroupé autour de l'église jusqu'en 1640, époque où il fut incendié. L'habitat s'est ensuite éparpillé sur le plateau en petites exploitations agricoles. Cet habitat dispersé prévaut encore aujourd'hui; les seuls regroupements d'habitations se situent dans un petit centre du village autour de l'église, l'école, la mairie et l'auberge et dans le hameau des Claps à l'Ouest du village.

## Politique et administration
| Période                                  | Période   | Identité              | Étiquette | Qualité         |
| ---------------------------------------- | --------- | --------------------- | --------- | --------------- |
| Les données manquantes sont à compléter. |           |                       |           |                 |
| 1959                                     | 1981      | Maurice Deregnaucourt |           |                 |
| 1981                                     | 1995      | Jean Pomero           |           |                 |
| 1995                                     | 2001      | Henri Cadet           |           |                 |
| 2001                                     | mars 2008 | Philippe Prins        |           |                 |
| mars 2008                                | mars 2014 | Juliette Giovannini   |           |                 |
| mars 2014                                | En cours  | Gilbert Hugues        | SE        | Cadre supérieur |

### Budget et fiscalité 2019
En 2019, le budget de la commune était constitué ainsi :
- total des produits de fonctionnement : 602 000 €, soit 2 174 € par habitant ;
- total des charges de fonctionnement : 622 000 €, soit 2 244 € par habitant ;
- total des ressources d'investissement : 1 270 000 €, soit 4 586 € par habitant ;
- total des emplois d'investissement : 992 000 €, soit 3 581 € par habitant ;
- endettement : 832 000 €, soit 3 002 € par habitant.

Avec les taux de fiscalité suivants :
- taxe d'habitation : 18,90 % ;
- taxe foncière sur les propriétés bâties : 13,67 % ;
- taxe foncière sur les propriétés non bâties : 26,00 % ;
- taxe additionnelle à la taxe foncière sur les propriétés non bâties : 0,00 % ;
- cotisation foncière des entreprises : 0,00 %.

Chiffres clés Revenus et pauvreté des ménages en 2017 : médiane en 2017 du revenu disponible, par unité de consommation : 20 750 €.

## Population et société

### Démographie

#### Évolution démographique
L'évolution du nombre d'habitants est connue à travers les recensements de la population effectués dans la commune depuis 1793. Pour les communes de moins de 10 000 habitants, une enquête de recensement portant sur toute la population est réalisée tous les cinq ans, les populations de référence des années intermédiaires étant quant à elles estimées par interpolation ou extrapolation. Pour la commune, le premier recensement exhaustif entrant dans le cadre du nouveau dispositif a été réalisé en 2007.

En 2022, la commune comptait 322 habitants, en évolution de +17,52 % par rapport à 2016 (Alpes-Maritimes : +2,85 %, France hors Mayotte : +2,11 %).
| 1793 | 1800 | 1806 | 1821 | 1831 | 1836 | 1841 | 1846 | 1851 |
| ---- | ---- | ---- | ---- | ---- | ---- | ---- | ---- | ---- |
| 19   | 17   | 15   | 15   | 32   | 33   | 38   | 87   | 104  |

| 1856 | 1861 | 1866 | 1872 | 1876 | 1881 | 1886 | 1891 | 1896 |
| ---- | ---- | ---- | ---- | ---- | ---- | ---- | ---- | ---- |
| 107  | 111  | 109  | 110  | 112  | 150  | 167  | 143  | 20   |

| 1901 | 1906 | 1911 | 1921 | 1926 | 1931 | 1936 | 1946 | 1954 |
| ---- | ---- | ---- | ---- | ---- | ---- | ---- | ---- | ---- |
| 97   | 91   | 83   | 78   | 87   | 71   | 110  | 35   | 29   |

| 1962 | 1968 | 1975 | 1982 | 1990 | 1999 | 2006 | 2007 | 2012 |
| ---- | ---- | ---- | ---- | ---- | ---- | ---- | ---- | ---- |
| 43   | 60   | 61   | 99   | 117  | 150  | 219  | 229  | 253  |

| 2017 | 2022 | - | - | - | - | - | - | - |
| ---- | ---- | - | - | - | - | - | - | - |
| 287  | 322  | - | - | - | - | - | - | - |

### Enseignement
Établissements d'enseignements :
- École maternelle[28] ;
- École primaire[29] ;

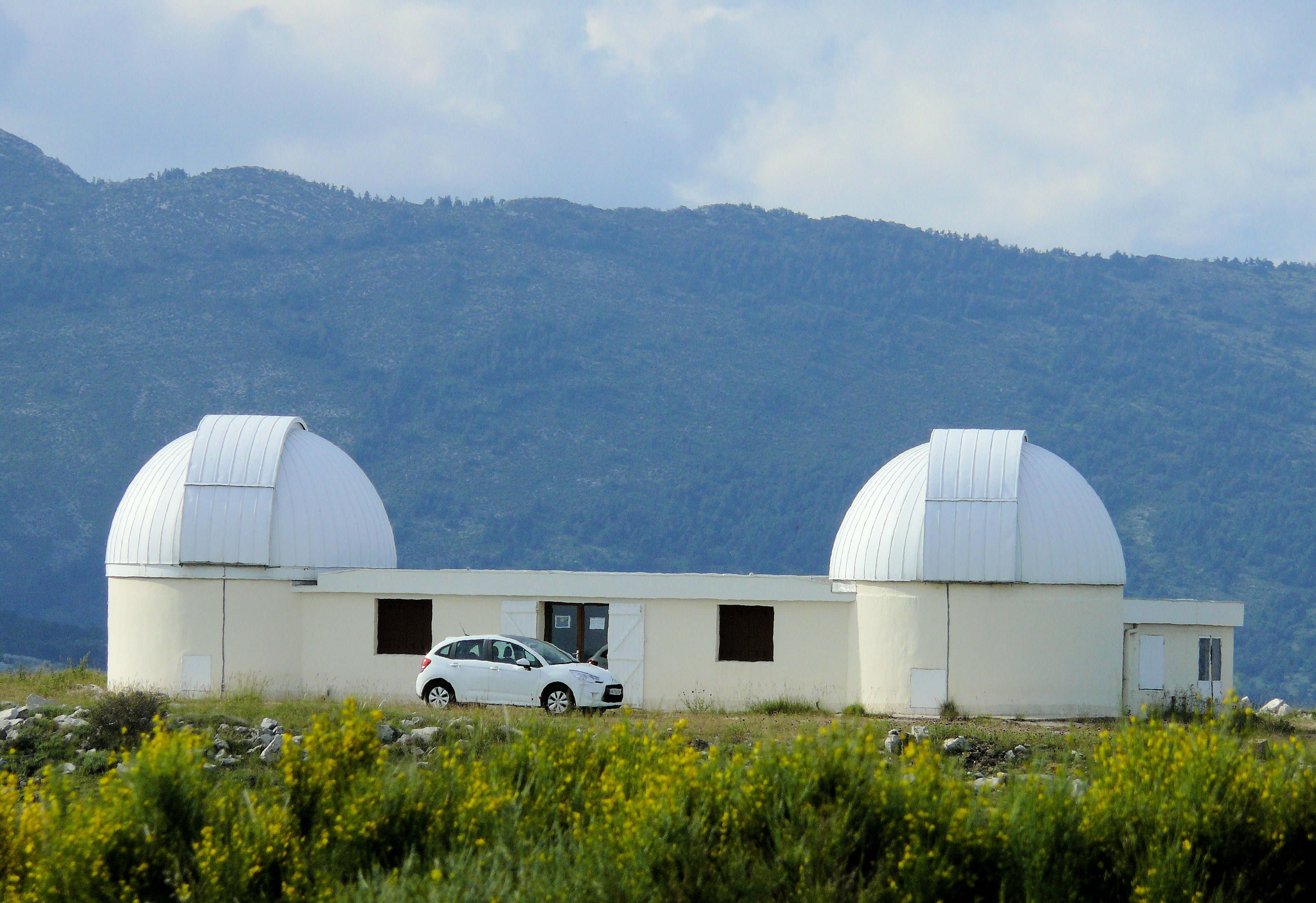
L'Observatoire de Nice à Calern.

- Collèges à Saint-Vallier-de-Thiey, Grasse ;
- Lycées à Grasse ;
- Observatoire de Nice sur le plateau de Calern.

### Santé
Professionnels et établissements de santé :
- Médecins, à Valderoure[30], Saint-Vallier-de-Thiey[31].
- Orsac Clinique Mont Fleuri Centre MPR de Grasse[32].

### Cultes
- Culte catholique, Paroisse Sainte-Marie-des-Sources[33], Diocèse de Nice

## Économie

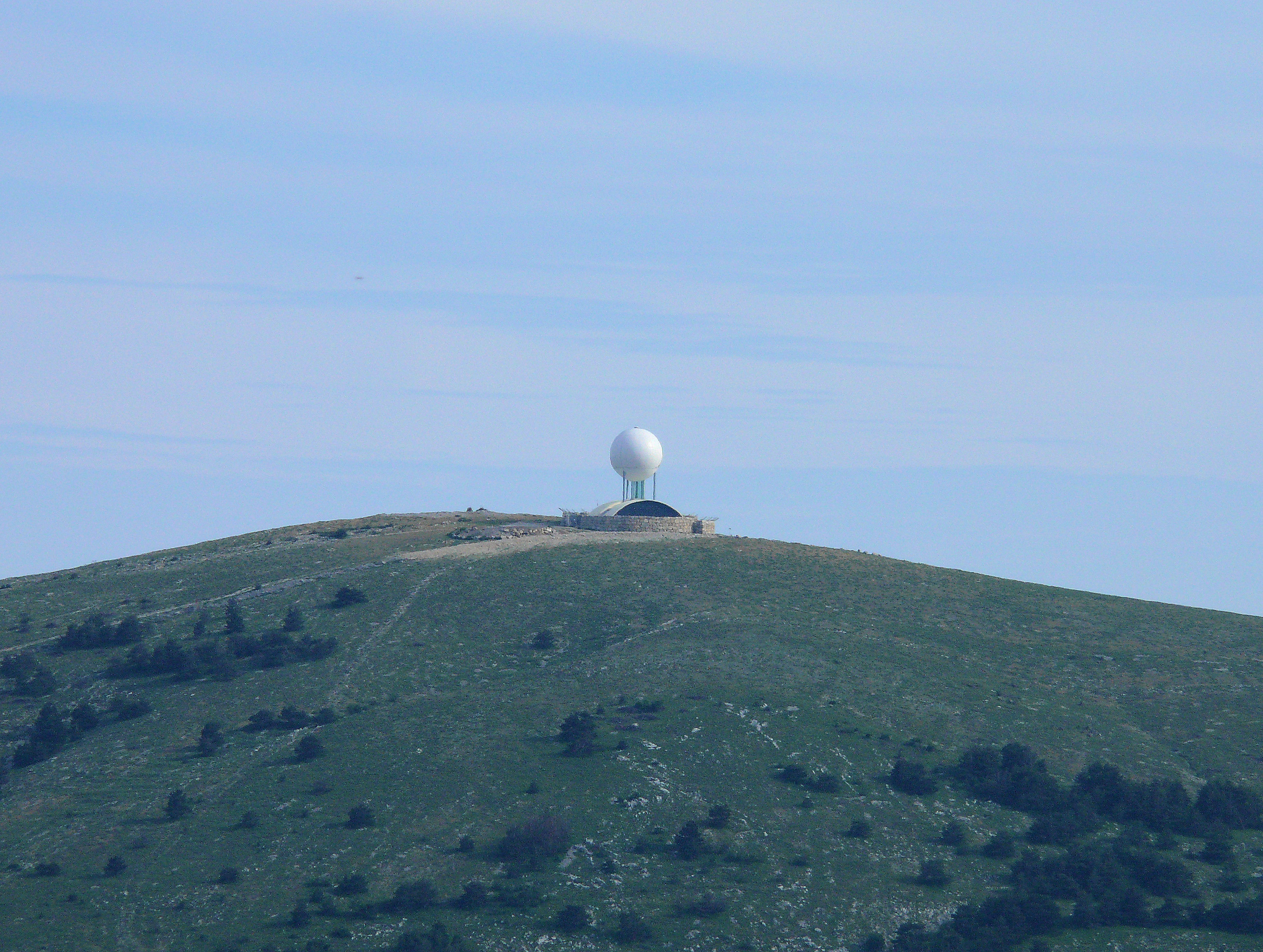
Le radar de l'aviation civile sur le Haut-Montet de la commune de Gourdon vue depuis Caussols.

### Entreprises et commerces

#### Agriculture
- L'agriculture et l'élevage, qui prévalaient largement jusqu'en 1950 ont fortement régressé depuis, et il ne reste que quelques élevages d'ovins et de caprins, qui limitent la recolonisation du plateau par les pins.
- Le Rucher de Caussols[34].

#### Tourisme
- Chambres d'hôtes.
- Gîtes ruraux[35].
- Auberge[36].
- Sentier de grande randonnée 4 (GR 4)

#### Commerces
- Commerces et services :
  - Boulangerie[37],
  - Autres commerces et services de proximité.

## Culture locale et patrimoine

### Lieux et monuments
Le patrimoine religieux :

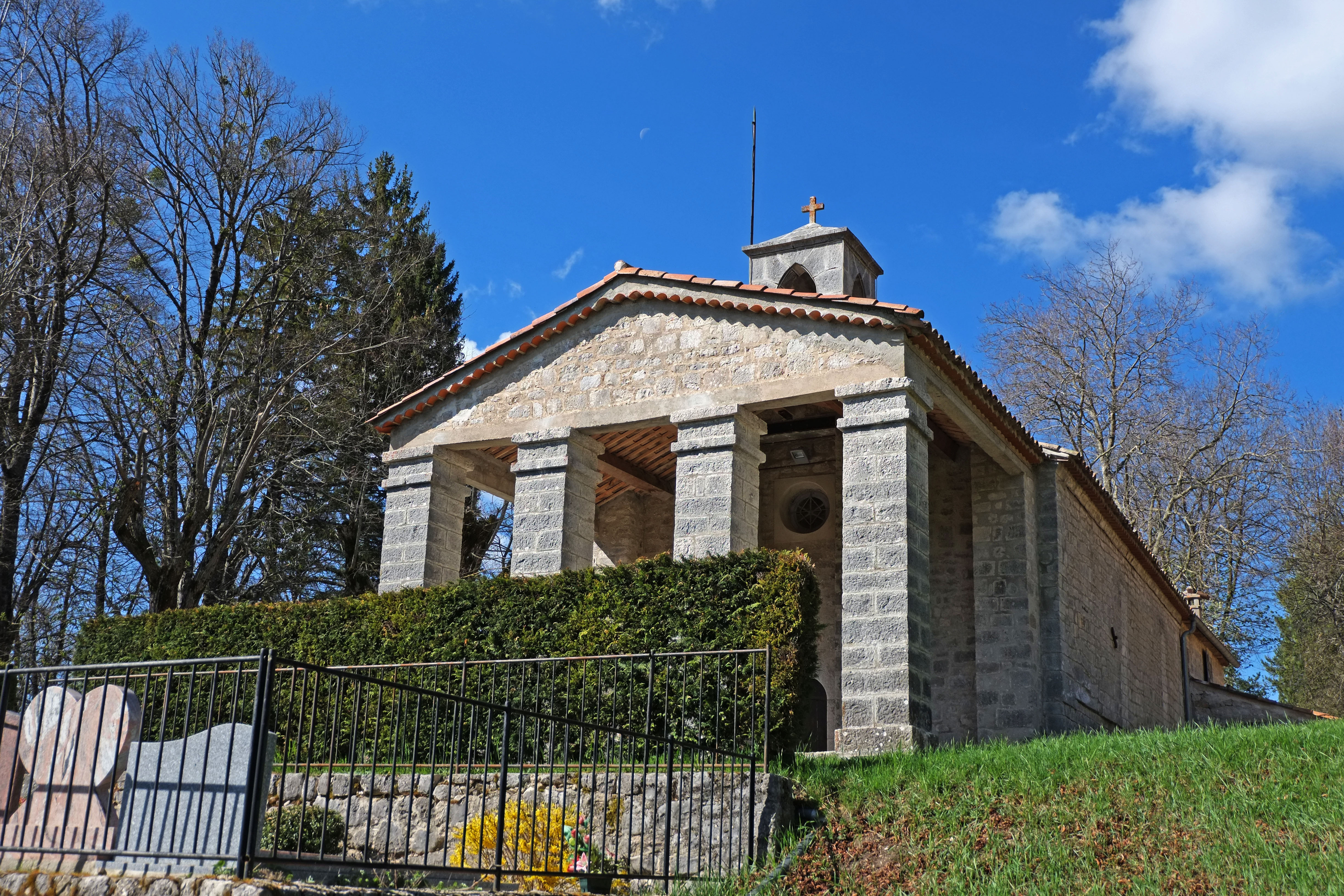
L'église Saint-Lambert.

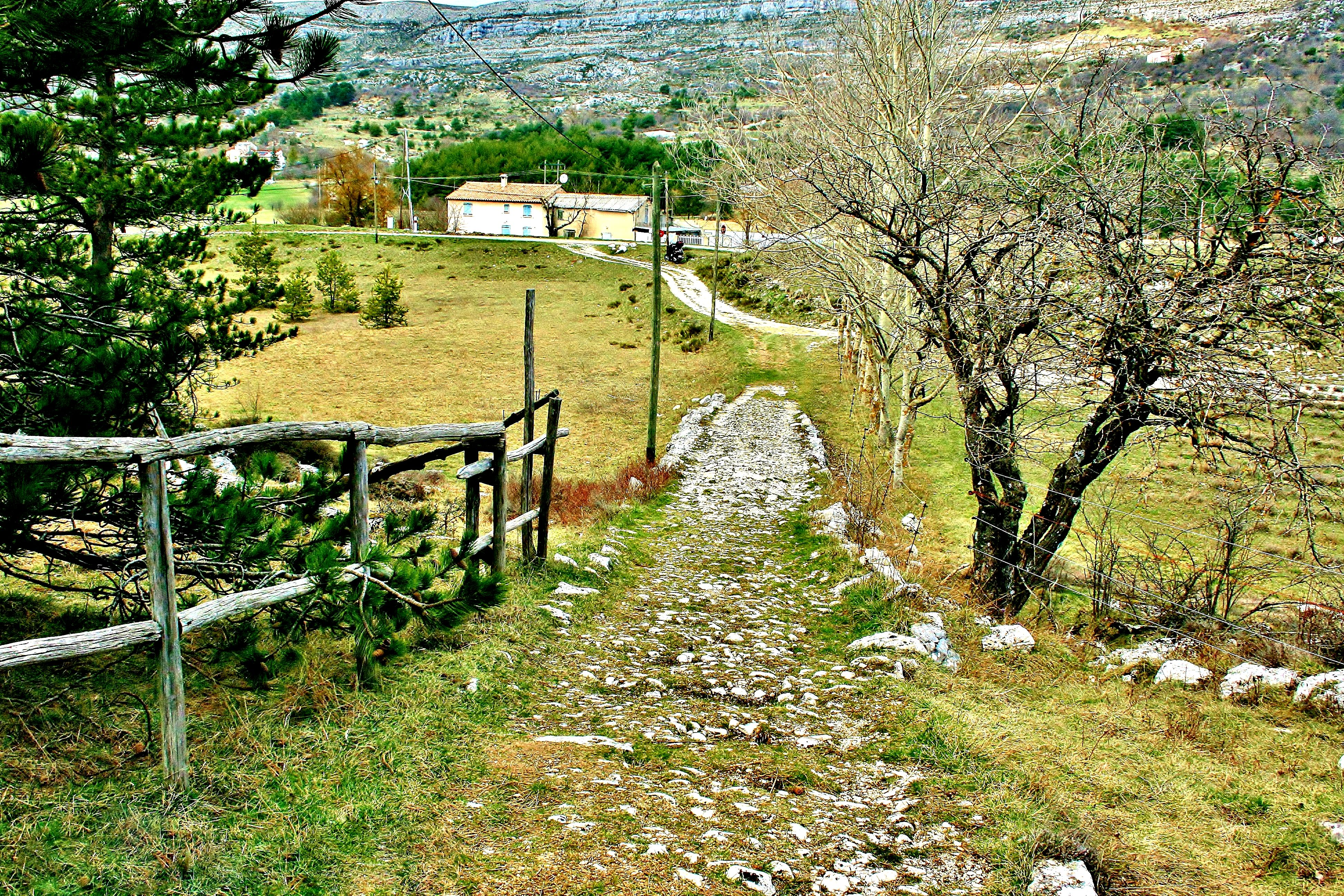
Chemin nommé voie romaine, sur le plateau de Caussols.

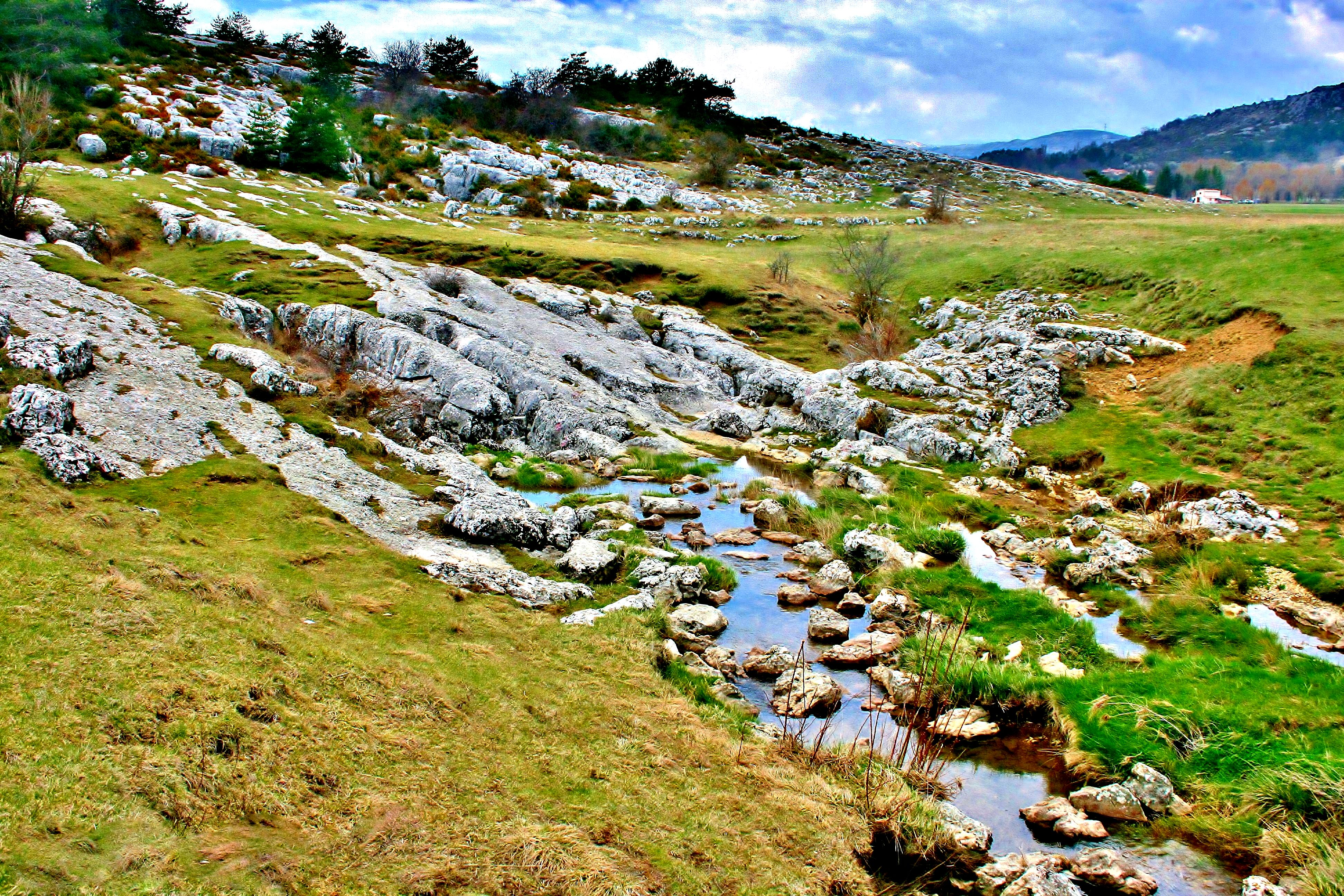
Gouffre de l'Embut, sur le plateau de Caussols.

- L'église Saint-Lambert date du XIIIe siècle ; son intérieur a été entièrement restauré entre 2000 et 2015 pour faire réapparaître son caractère roman qui avait été caché sous des décorations plus récentes.
- Chapelles :
  - chapelle Saint-Maurice[38],
  - chapelle-grotte Notre-Dame de Calern[39],[40],
  - chapelle Saint Lambert[41].
- Monument aux morts[42] : Conflits commémorés : Guerres franco-allemande de 1914-1918 - 1939-1945 - AFN-Algérie (1954-1962)[43].

Les autres éléments de patrimoine et les sites :
- L'édifice le plus connu de Caussols est l'observatoire de Calern, créé en 1974 et situé sur le plateau de Calern. Anciennement Centre d'Études et de Recherches Géodynamiques et Astronomiques (CERGA), il fait maintenant partie de l'Observatoire de la Côte d'Azur[44].
- Les vestiges de l'ancien château fort médiéval sur une butte au nord de Saint-Lambert.
- Les Claps, au sud du plateau, plaine karstique recouverte de rochers sculptés par l'érosion, sont parsemés de dolines et de plus de 400 gouffres et grottes. De nombreuses bories y ont été construites aux XVIIIe et XIXe siècles.
- De nombreuses bories y ont été construites aux XVIIIe et XIXe siècles; c'est une cabane en pierre sèche en forme d'igloo utilisée comme habitat temporaire pour les agriculteurs et bergers. On en dénombre prés d'une quarantaine sur la commune.
- Le plateau est traversé par le GR 4, qui relie Royan (Charente-Maritime) à Grasse (Alpes-Maritimes). Caussols est le dernier village avant Grasse sur cet itinéraire. De nombreuses promenades balisées parcourent les plateaux de Caussols et Calern.
- Caussols est traversé par une voie dite romaine dont on peut encore voir certaines portions (plus vraisemblablement un chemin de bergers datant du Moyen Âge)[45].
- L'embut de Caussols est une cavité naturelle qui absorbe les eaux de surface de la plaine. Lors de pluies très intenses, il se forme un lac temporaire, rapidement vidangé par l'embut. La visite de l'embut de Caussols est à la portée de spéléologues amateurs mais avertis.
- Le climat très particulier, entre méditerranéen et montagnard, a favorisé le développement d'une faune et d'une flore abondantes et variées. Le vertébré le plus spécifique au plateau de Caussols est la vipère d'Orsini, qui n'est présente ailleurs en France que sur le mont Ventoux et quelques massifs des Alpes-de-Haute-Provence et pour laquelle le plateau de Caussols est un « Site remarquable » (selon la classification Natura 2000)[46] ; peu agressive et peu venimeuse, son habitat est menacé par la reforestation du plateau et elle bénéficie d'un programme de conservation LIFE-Nature[47] de l'Union européenne qui agit par la restauration de son habitat. De nombreux rapaces peuvent également être observés : circaète Jean-le-Blanc, busard, faucon, aigle et vautour fauve... Les cervidés, renards, sangliers... sont abondants.

### Personnalités liées à la commune
- Antoine Labeyrie, astronome français, professeur au Collège de France, officier de la Légion d'honneur.
- Michel Lambin

### Héraldique
| Blason de Caussols | Blason  | De gueules à l’étoile rayonnante d’argent accompagnée de trois fleurs de lys d’or. |
| Blason de Caussols | Détails | Le statut officiel du blason reste à déterminer.                                   |